# 尹誠彬
尹誠彬（윤성빈，1994年5月23日—），南韓鋼架雪車運動員，2018年平昌冬季奧運會金牌得主。

## 生平
尹誠彬於2012年6月，即18歲時才接觸鋼架雪車運動。經3個月的訓練後，他贏得全國錦標賽冠軍。之後，他報名參加於北美洲舉行的巡迴賽，這是他首次參與國際性賽事。2013-14年的國際雪車聯合會國際巡迴賽中最終排名第5，而在該賽事中的第6站更奪得冠軍，成為首位取得這殊榮的南韓人。
2014年，尹誠彬取得索契冬季奧運會的參賽資格，在27人中僅以16名完成賽事。同年，他獲得英國冰橇教練李察士·堡門貝利的指導。2014至15年的世界盃中，他在8個分賽中取得一面銀牌和兩面銅牌，總排名第6。在之後的一季中，他在聖莫里茲分站世界杯首度問鼎冠軍。在整季世界杯中，他取得一金三銀二銅，總排名第2，並在世界錦標賽中取得亞軍。2016-17年的賽季，他在世界杯中取一金三銀兩銅，以總排名第2位結束賽季。
2017-18年的賽季，尹誠彬成為首名贏得世界杯總冠軍的亞洲人。之後，他在平昌舉辦的冬季奧運會中以3分20秒55最快完成賽事，拿下金牌，是首位取得此殊榮的亞洲運動員。

## 影視綜藝作品
| 日期          | 電視台  | 節目                 | 出演成質        | 備註   |
| ------------- | ------- | -------------------- | --------------- | ------ |
| 2018年4月1日  | SBS     | Running Man          |                 |        |
| 2023年        | Netflix | 體能之巔：百人大挑戰 | 100位參賽者之一 | 前20強 |
| 2023年3月25日 | JTBC    | 認識的哥哥           |                 |        |
| 2023年6月9日  | MBC     | 我獨自生活           |                 |        |
| 2023年7月2日  | SBS     | Running Man          |                 |        |
| 2023年7月28日 | MBC     | 我獨自生活           |                 |        |
| 2024年2月18日 | MBC     | 大學體戰：少年選手村 | 教練            |        |

## 資料來源
1. ↑  Park, Min-young. . Hankook Ilbo. 2013-02-13. （原始内容存档于2014年2月22日）.
2. ↑  . Sochi 2014 Olympic and Paralympic Games Organizing Committee.   [2018-02-18]. （原始内容存档于2014-04-06）.
3. ↑  Kim, Ji-han. . JoongAng Ilbo. 2017-10-11  [2018-02-18]. （原始内容存档于2018-02-16）.
4. ↑  . International Bobsleigh & Skeleton Federation. 2018-01-19  [2018-02-18]. （原始内容存档于2018-02-16）.
5. ↑  . BBC. 2018-02-16  [2018-02-18]. （原始内容存档于2018-02-18）.

## 外部連結
- 尹誠彬的Instagram帳戶 